# 영월스포츠파크
영월스포츠파크(寧越스포츠파크, Yeongwol Sports Park)는 대한민국 강원특별자치도 영월군에 있는 스포츠 시설이다. 인조잔디 필드가 갖춰진 축구장 2면이 조성되어 있으며, 2009년에 준공되었다.

## 참고 문헌
- 《전국 공공체육 시설 현황 (2017년말 기준)》. 대한민국 문화체육관광부. 2019.